# توت أزرق
التوت الأزرق او عِنب الأحراج او عِنَب الدب (الاسم العلمي: Cyanococcus)، نبات شجيري ينتشر بريا في العديد من دول العالم ويتميز بلون ثماره الزرقاء أو الأرجوانية. يحتوي (التوت الأزرق) على بروتينات ودهون وسكاكر وفيتامينات وتوجد بها جزيئات كيميائية خاصة، تعرف باسم فلافونويد وعلى فينولات متعددة، وعلى القليل من الألياف والكثير من النتروجين. تُصنف ضمن قسم سيانوكوكس داخل جنس عنبية. تُعد جميع أنواع التوت الأزرق التجاري - سواء البرية (منخفضة الشجيرة) أو المزروعة (عالية الشجيرة) - موطنها الأصلي أمريكا الشمالية. وقد اُدخلت الأصناف عالية الشجيرة إلى أوروبا خلال الثلاثينيات من القرن العشرين.
عادة ما تكون شجيرات التوت الأزرق منخفضة ومترامية الأطراف، ويمكن أن تختلف في الحجم من 10 سنتيمترات (4 بوصات) إلى 4 أمتار (13 قدمًا) في الارتفاع. في الإنتاج التجاري للتوت الأزرق، تُعرف الأنواع ذات الثمار الصغيرة بحجم البازلاء والتي تنمو على شجيرات منخفضة المستوى باسم "التوت الأزرق منخفض الشجيرة" (مرادف لـ "البرية")، بينما تُعرف الأنواع ذات الثمار الأكبر والتي تنمو على شجيرات أعلى ومزروعة باسم "التوت الأزرق عالي الشجيرة". تعد كندا المنتج الرئيسي للتوت الأزرق منخفض الشجيرة، بينما تنتج الولايات المتحدة حوالي 40٪ من إمدادات العالم من التوت الأزرق عالي الشجيرة.

## الوصف

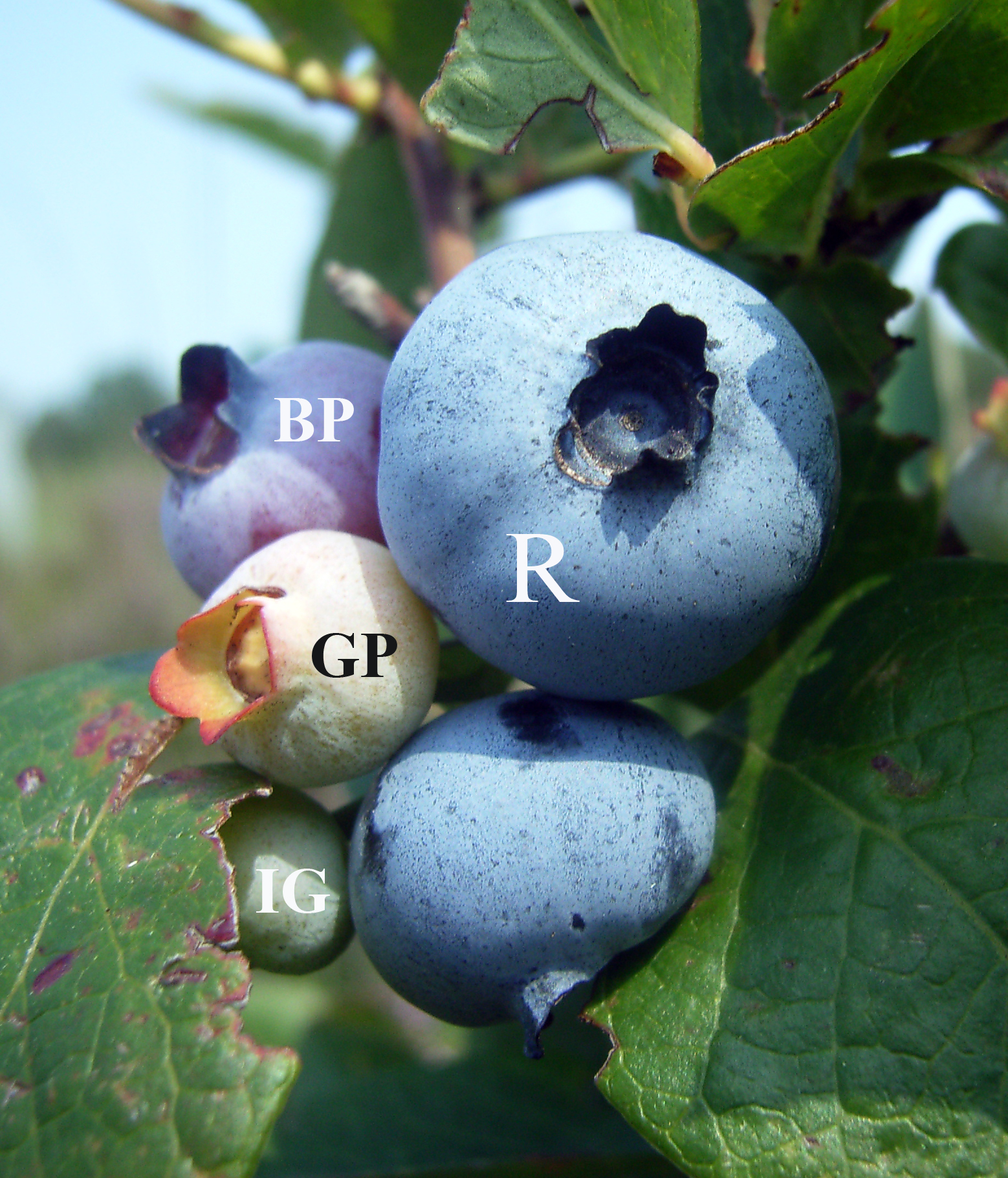
التوت الأزرق يظهر مراحل نضج مختلفة. IG = أخضر غير ناضج، GP = أخضر وردي، BP = أزرق وردي، و R = ناضج.

تنمو العديد من أنواع التوت الأزرق في البرية في أمريكا الشمالية، بما في ذلك فاكسينيوم ميرتيلويدس وعنبية ضيقة الورق وقمام عثكولي، والتي تنمو على أرض الغابات أو بالقرب من المستنقعات.
يتكاثر التوت الأزرق البريّ عن طريق التلقيح المتبادل، حيث ينتج كل بذرة نباتًا ذو تركيبة جينية مختلفة، مما يؤدي إلى اختلافات داخل نفس النوع في النمو والإنتاجية واللون وخصائص الأوراق ومقاومة الأمراض والنكهة وخصائص الفاكهة الأخرى. ينمو النبات الأم سيقانًا تحت الأرض تسمى جذمور، مما يسمح للنبات بتكوين شبكة من الجذمور، مما يخلق رقعة كبيرة (تسمى مستعمرة) متميزة وراثيًا. تتطور البراعم الزهرية والأوراق بشكل متقطع على طول سيقان النبات، حيث ينتج كل برعم زهري 5-6 أزهار والثمرة النهائية. يفضل التوت الأزرق البريّ التربة الحمضية بين 4.2 و 5.2 درجة حموضة وكميات معتدلة فقط من الرطوبة. لديهم تحمل بارد قوي في نطاقهم في كندا والولايات المتحدة الشمالية. يختلف إنتاجية ثمار التوت الأزرق البريّ المنخفض حسب درجة التلقيح والوراثة المستعمرة وخصوبة التربة وتوافر المياه وإصابة الحشرات وأمراض النبات والظروف المحلية للنمو. يبلغ متوسط وزن التوت الأزرق البريّ البالغ 0.3 جرام (1/128 أوقية).
التوت الأزرق المنخفض، الذي يطلق عليه أحيانًا اسم "التوت الأزرق البريّ"، لا يزرعه المزارعون عمومًا، بل يُدار في حقول التوت تسمى "الأراضي البور". يفضل التوت الأزرق البريّ العالي التربة الرملية أو الطفالية، حيث أن أنظمة الجذور الضحلة تستفيد من الغطاء العضوي والأسمدة. يمكن أن تكون أوراق التوت الأزرق البريّ العالي متساقطة أو دائمة الخضرة، بيضاوية الشكل إلى رمحية الشكل، وطولها 1-8 سم (1/2-3+1/4 بوصة) وعرضها 0.5-3.5 سم (1/4-1+3/8 بوصة). الأزهار على شكل جرس، بيضاء أو وردية فاتحة أو حمراء، وأحيانًا مخضرة.
الثمرة عبارة عن ثمرة لبية قطرها 5-16 ملم (3/16-5/8 بوصة) مع تاج متسع في النهاية؛ تكون خضراء شاحبة في البداية، ثم أرجوانية محمرة، وأخيراً زرقاء موحدة عند النضج. وهي مغطاة بطبقة واقية من الشمع الأبيضي، يُطلق عليها في العامية اسم "الإزهار". عادة ما يكون لها طعم حلو عند النضج، مع حموضة متغيرة. تحمل شجيرات التوت الأزرق الثمار عادة في منتصف موسم النمو: تتأثر أوقات الإثمار بالظروف المحلية مثل المناخ والارتفاع وخط العرض، لذلك يمكن أن يختلف وقت الحصاد في نصف الكرة الشمالي من مايو إلى أغسطس.

### التعريف

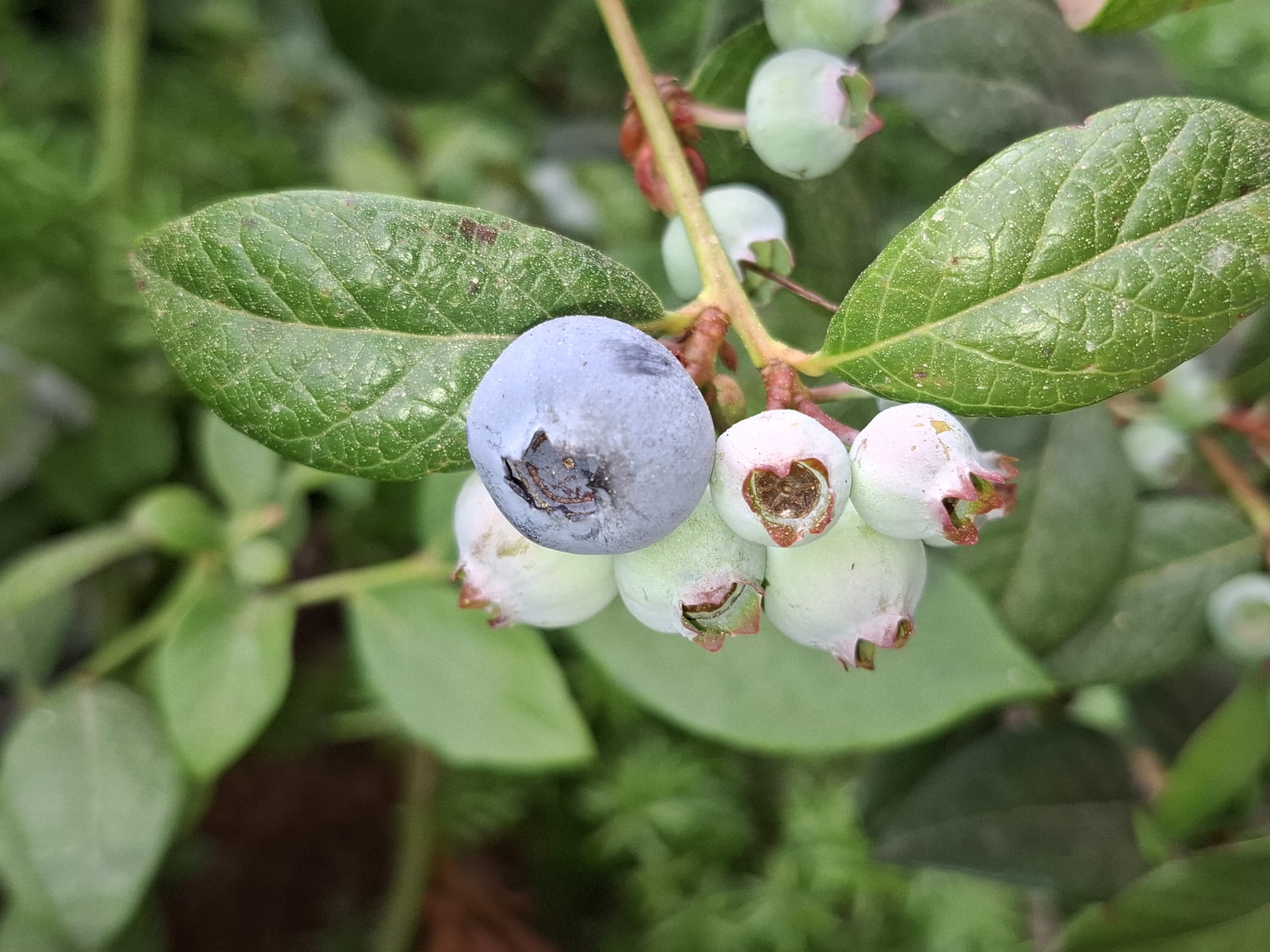
نبات التوت الأزرق

عادةً ما يكون التوت الأزرق المعروض تجاريًا من أنواع تنمو بشكل طبيعي فقط في شرق وشمال وسط أمريكا الشمالية. توجد أقسام أخرى في الجنس موطنها أجزاء أخرى من العالم، بما في ذلك شمال غرب المحيط الهادئ وجنوب الولايات المتحدة، وأمريكا الجنوبية، وأوروبا، وآسيا. تنتج شجيرات برية أخرى في العديد من هذه المناطق توتًا صالحًا للأكل مشابهًا في المظهر، مثل التوت البري والعنبية (أمريكا الشمالية) وعنب الأحراج (أوروبا). يطلق على هذه الأنواع أحيانًا اسم "التوت الأزرق" وتُباع على شكل مربى توت أزرق أو منتجات أخرى.
غالبًا ما تُترجم أسماء التوت الأزرق بلغات أخرى غير الإنجليزية إلى "التوت الأزرق"، مثل "blaeberry" الاسكتلندية و"blåbær" النرويجية. عادةً ما يشير "Blaeberry" و"blåbær" و"myrtilles" الفرنسية إلى V. myrtillus الأوروبية الأصلية (العنبية الآسية)، في حين أن "bleuets" يشير إلى التوت الأزرق الأمريكي الشمالي. لا يشير الـ "голубика" الروسي ("التوت الأزرق") إلى التوت البري، الذي يعد غير أصلي وغير معروف تقريبًا في روسيا، بل إلى أقاربه المقربين V. uliginosum (عنبية طوربية).
يمكن تمييز توت أزرق من جنس سيانوكوكس عن التوت البري الشبيه به تقريبًا من خلال لون لبه عند قطعه إلى نصفين. يتميز التوت الأزرق الناضج بلُب أخضر فاتح، بينما يكون لون لب العنبية الآسية والتوت البري والعنبية الأمريكي أحمر أو أرجواني في جميع أنحائه.

## الأنواع
ملخصات الموائل والتوزيع مأخوذة من كتاب "نباتات نيو برونزويك" الذي نشر عام 1986 بواسطة هارولد آر. هندز، وكتاب "نباتات ساحل شمال غرب المحيط الهادئ" الذي نشر عام 1994 بواسطة بوجار وماكينون.
- فاكسينيوم أنجوستيفوليوم (عنبية ضيقة الورق): الأراضي القاحلة الحمضية، المستنقعات والمناطق المفتوحة، من مانيتوبا إلى لابرادور، جنوبًا إلى نوفا سكوتيا؛ وفي الولايات المتحدة، من ولاية ماين غربًا إلى أيوا وجنوبًا إلى فرجينيا.[10]
- فاكسينيوم بوريال (التوت الأزرق الشمالي): الأراضي الطينية القاحلة، كيبيك ولابرادور (نادر في نيو برونزويك)، جنوبًا إلى نيويورك وماساشوستس.
- فاكسينيوم القيصري (التوت الأزرق من نيو جيرسي)
- فاكسينيوم كوريبوسوم (قمام عثكولي)
- فاكسينيوم داروي (التوت الأزرق الدائم الخضرة)
- فاكسينيوم إليوتي (توت إيليوت الأزرق)
- فاكسينيوم فورموسوم (التوت الأزرق الجنوبي)
- فاكسينيوم فوسكاتم (التوت الأزرق الأسود الشاهق؛ مرادف لفاكسينيوم أتروكوكوم)
- فاكسينيوم هيرسوتوم (التوت الأزرق ذو الثمار المشعرة)
- فاكسينيوم ميرسينيت (التوت الأزرق اللامع)
- فاكسينيوم ميرتيلويدس (التوت الأزرق الحامض أو المخملي الأوراق أو الكندي)
- فاكسينيوم باليدوم (التوت الأزرق اليابس)
- فاكسينيوم سيميولاتم (التوت الأزرق الشاهق المرتفع)
- فاكسينيوم تينيلوم (التوت الأزرق الجنوبي)

- فاكسينيوم فيرجاتوم (التوت الأزرق ذو العيون الأرنبية؛ مرادف لفاكسينيوم أشي)[11]

بعض أنواع التوت الأزرق الأخرى من جنس فاكسينيوم:
- فاكسينيوم كوريانوم (التوت الأزرق الكوري)
- فاكسينيوم ميرتيلوس (عنبية آسية أو توت العليق)
- فاكسينيوم أوليجينوسوم (عنبية طوربية)

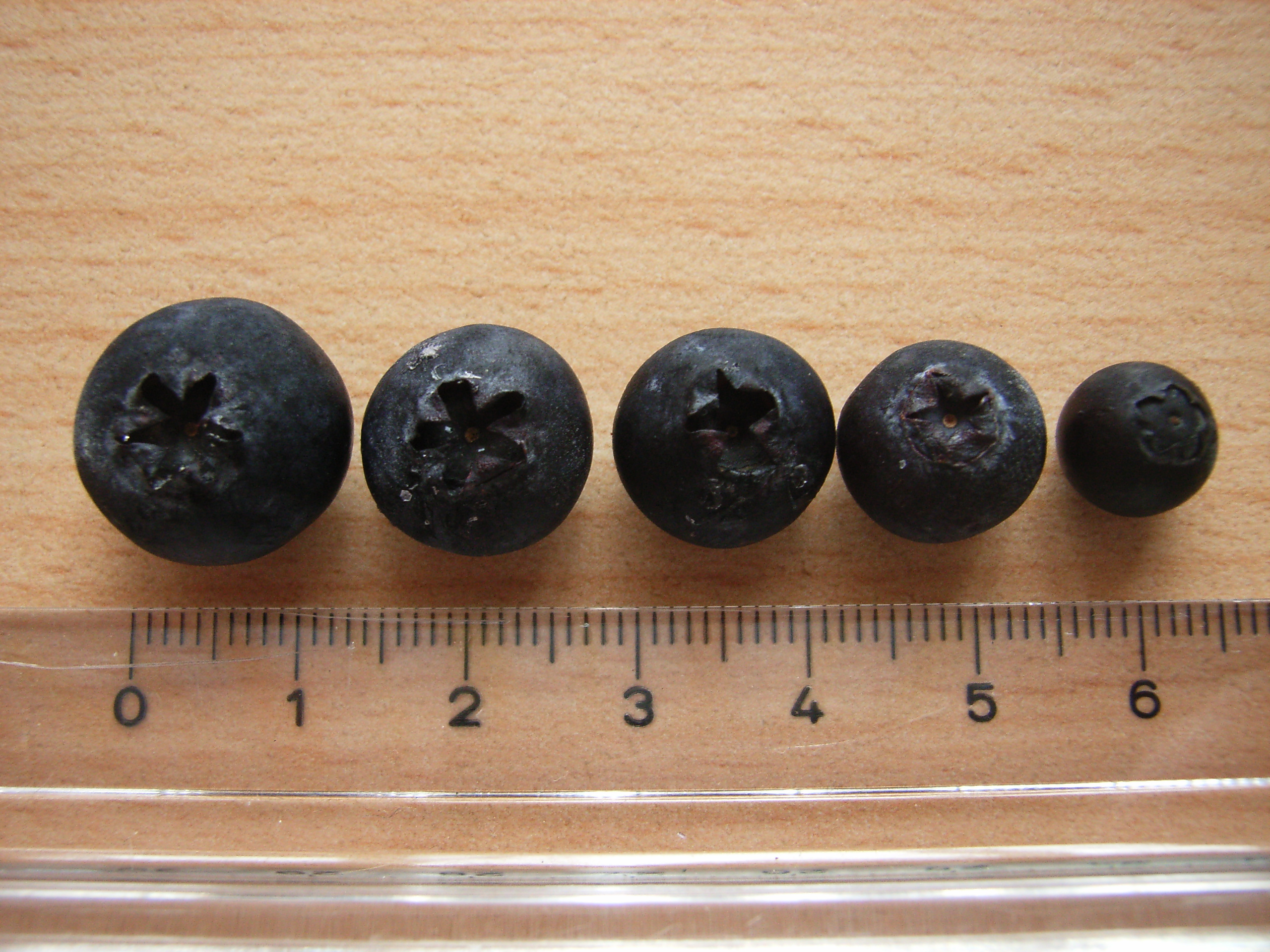
مجموعة مختارة من التوت الأزرق، توضح الأحجام النموذجية للتوت. المقياس محدد بالسنتيمتر.
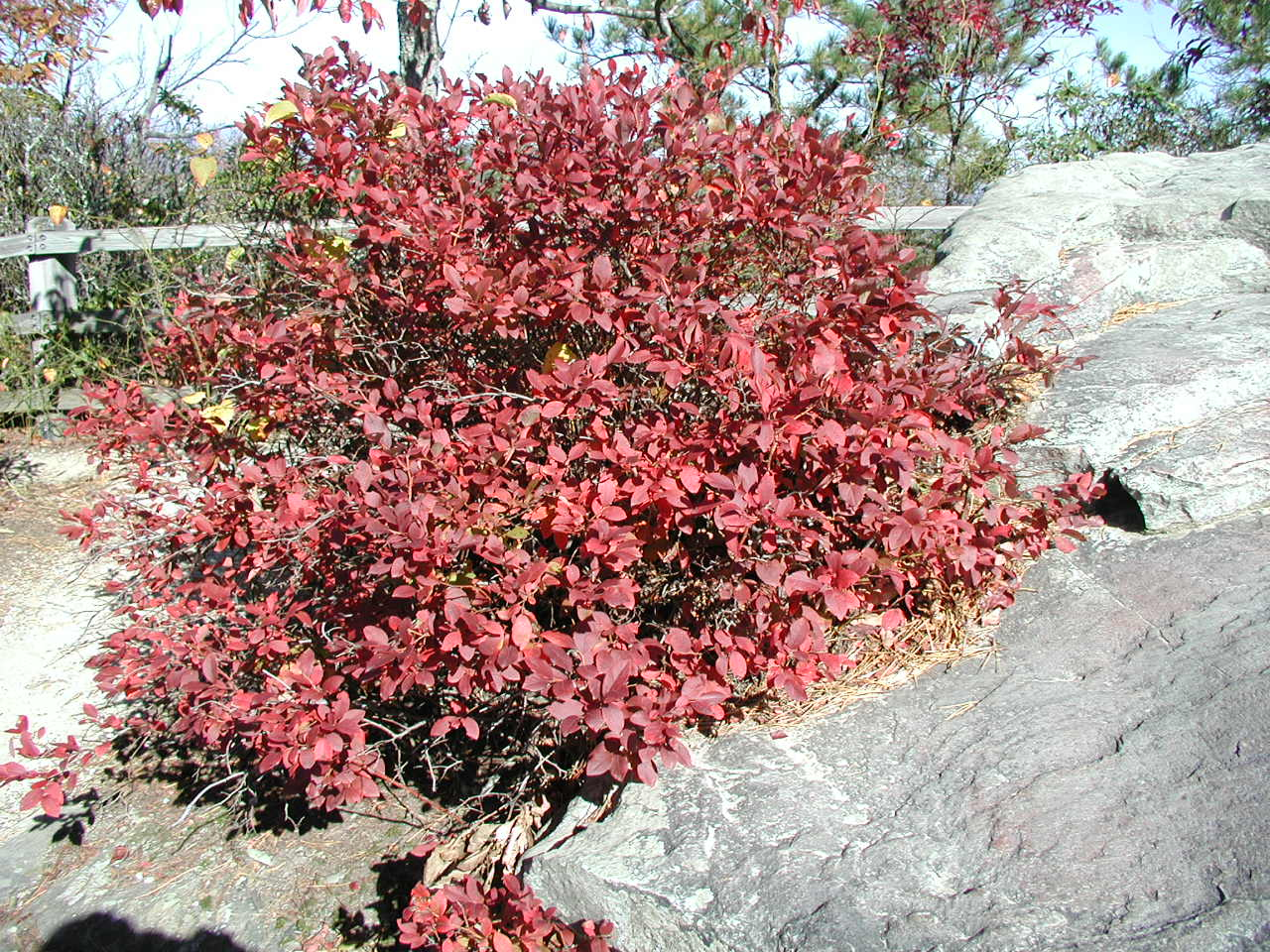
التوت الأزرق البري في أوراق الخريف، جبل بيوت، نورث كارولينا، في أكتوبر
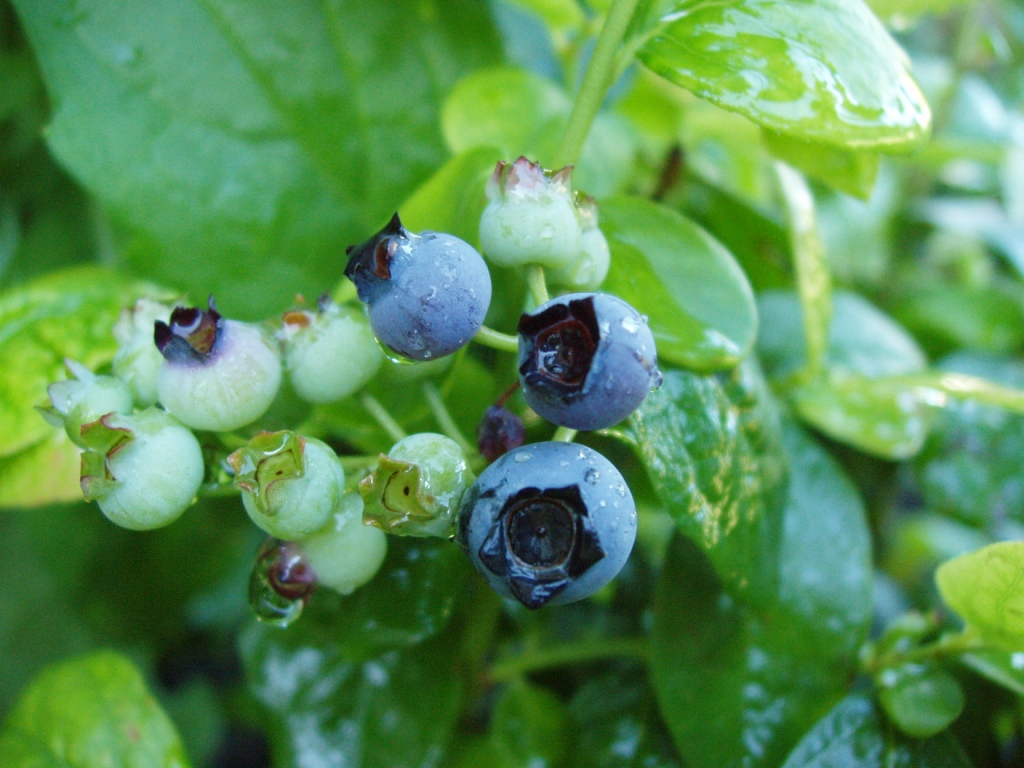
توت أزرق ناضج من نوع "بولاريس" (فاكسينيوم كوريبوسوم)

صنف التوت الأزرق ذو الشجيرة المنخفضة يشمل الأنواع التالية: فاكسينيوم أنجوستيفوليوم، وفاكسينيوم بوريالي، وفاكسينيوم ميتيلويدس، وفاكسينيوم الشاحبة، وفاكسينيوم أنجوستيفوليوم اكس فاكسينيوم كوريبوسوم. ولا تزال تزرع هذه الأنواع بطريقة مشابهة للزراعة شبه البرية قبل الكولومبية، أي الحرق والقطع. أما الأصناف الشجرية فتضم نوعي داروي وكوريبوسوم. ويعتبر صنف رابيت آي (فاكسينيوم أشي/فاكسينيوم فيرجاتوم) مختلفًا عن كلا النوعين، سواء الشجيرة المنخفضة أو الشجرية.

## التوزيع

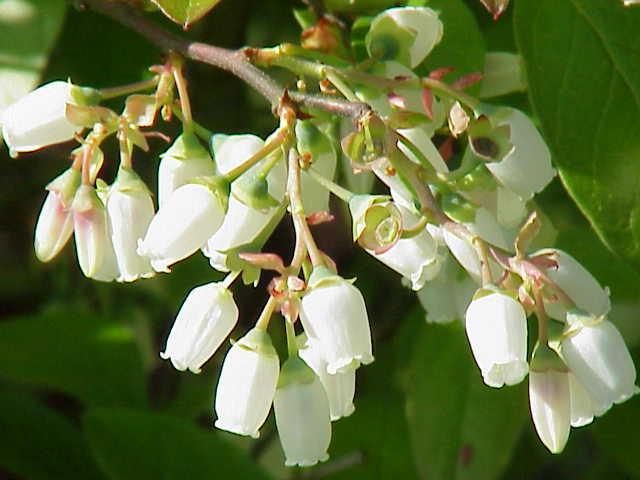
الزهور على شجيرة التوت الأزرق المزروعة

يتوزع جنس العنب الأزرق (فاكسينيوم) بشكل شبه قطبي، حيث توجد الأنواع بشكل رئيسي في أمريكا الشمالية وأوروبا وآسيا. العديد من الأنواع المتوفرة تجارياً والتي تحمل أسماء شائعة مثل "بلوبيري" (blueberry) تأتي من أمريكا الشمالية، وخاصةً كندا الأطلسية والولايات المتحدة الشمالية الشرقية بالنسبة للبلوبيري البري (الشجيرة المنخفضة)، والعديد من الولايات الأمريكية وكولومبيا البريطانية بالنسبة للبلوبيري المزروع (عالي الشجيرة).
تُزرع الأنواع الأصلية من العنب الأزرق الأمريكي الشمالي تجاريًا في نصف الكرة الجنوبي في أستراليا ونيوزيلندا ودول أمريكا الجنوبية. يُحصد العنب الأزرق الأنديزي (فاكسينيوم ميريديونالي) بريًا ويتوفر بشكل شائع محليًا. كما تنتج العديد من الشجيرات البرية الأخرى من جنس العنب الأزرق (فاكسينيوم) أيضًا توتًا أزرقًا يؤكل بشكل شائع، مثل العنب الأزرق الأوروبي بشكل أساسي (العنبية الآسية) وأنواع أخرى من عنب الأحراج، والتي تحمل في العديد من اللغات اسمًا يُترجم إلى "بلوبيري" باللغة الإنجليزية.

## الزراعة
يمكن زراعة العنب الأزرق، أو يمكن قطفه من الشجيرات شبه البرية أو البرية. في أمريكا الشمالية، النوع الأكثر شيوعًا المزروع هو القمام العثكولي، وهو العنب الأزرق الشمالي عالي الشجيرة. تُعرف الهجينة لهذا النوع مع أنواع أخرى من العنبية المتوافقة مع مناخات جنوب الولايات المتحدة مجتمعة باسم العنب الأزرق الجنوبي عالي الشجيرة. زُرع العنب الأزرق عالي الشجيرة لأول مرة في نيوجيرسي في بداية القرن العشرين.

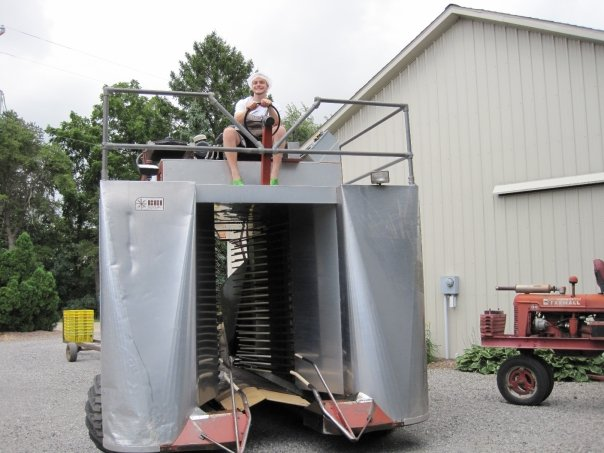
حصادة التوت الأزرق في ميشيغان

ما يسمى بالعنب الأزرق "البرّي" (منخفض الشجيرة)، أصغر من العنب الأزرق المزروع عالي الشجيرة، له لون مكثف. فاكسينيوم أنجوستيفوليوم (العنب الأزرق منخفض الشجيرة) يوجد من مقاطعات الأطلسي غربًا إلى كيبك وجنوبًا إلى ميشيغان وغرب فيرجينيا. في بعض المناطق، ينتج "العنب الأزرق البري" الطبيعي، حيث يكون النوع المهيمن الذي يغطي مساحات شاسعة. تشارك العديد من مجتمعات الأمم الأولى في أونتاريو في حصاد العنب الأزرق البري.
اُعتمد مصطلح "بري" كأحد مصطلحات التسويق لحصادات المحميات الأصلية المدارة من العنب الأزرق منخفض الشجيرة. لا تُزرع الشجيرات أو تُربى بشكل انتقائي، ولكن تُقلم أو تُحرق كل عامين، وتُدار الآفات.
يتوفر العديد من أصناف التوت الأزرق عالي الشجيرة، مع تنوع بينها، ولكل منها صفات فردية. اُنشئ برنامج تربية للتوت الأزرق بواسطة برنامج خدمة البحوث الزراعية في بلتسفيل، ماريلاند، وشاثسورث، نيو جيرسي. بدأ هذا البرنامج عندما تعاون فريدريك فيرنون كوفيل من خدمة البحوث الزراعية مع إليزابيث كولمان وايت من نيو جيرسي. في أوائل القرن العشرين، عرضت وايت على سكان الأراضي الصخرية أموالاً نقدية مقابل نباتات التوت الأزرق البري ذات الثمار الكبيرة بشكل غير عادي. بعد عام 1910 بدأ كوفيل العمل على التوت الأزرق، وكان أول من اكتشف أهمية حموضة التربة (يحتاج التوت الأزرق إلى تربة شديدة الحموضة)، وأن التوت الأزرق لا يُلقح ذاتيًا، وتأثيرات البرد على التوت الأزرق والنباتات الأخرى. في عام 1911، بدأ برنامجًا للبحث بالاشتراك مع وايت، ابنة مالك مستنقعات التوت الأزرق الواسعة في وايتسبوج في مستنقعات الصنوبر في نيو جيرسي. أدى عمله إلى مضاعفة حجم ثمار بعض السلالات، وبحلول عام 1916، نجح في زراعة التوت الأزرق، مما جعله محصولًا قيمًا في شمال شرق الولايات المتحدة. وحصل على ميدالية جورج روبرتس وايت الفخرية من جمعية ماساتشوستس البستانية لهذا العمل.
التوت الأزرق رابيت آي (فاكسينيوم فيرجاتوم) هو نوع جنوبي من التوت الأزرق ينتج من كارولينا إلى دول ساحل الخليج. كان إنتاج توت رابيت آي الأزرق محور تركيز في تكساس في أوائل القرن الحادي والعشرين. وتشمل الأنواع الهامة الأخرى في أمريكا الشمالية فاكسينيوم باليدوم، وهو التوت الأزرق الجبلي أو اليابس. وهو موطنها الأصلي شرق الولايات المتحدة، وهو شائع في جبال الأبالاش وبيدمونت في الجنوب الشرقي. سباركلبيري، فاكسينيوم أربوريوم، هو نوع بري شائع في التربة الرملية في الجنوب الشرقي.
يتطلب زراعة التوت الأزرق بنجاح الانتباه إلى قياسات درجة الحموضة في التربة (الحموضة) في النطاق الحمضي. غالبًا ما تتطلب شجيرات التوت الأزرق تسميدًا تكميليًا، ولكن الإفراط في تسميدها بالنيتروجين يمكن أن يضر بصحة النبات، كما يتضح من حروق النيتروجين المرئية على الأوراق.

### مناطق الزراعة
يحدث إنتاج كبير للتوت الأزرق عالي الشجيرة في كولومبيا البريطانية، وماريلند، وغرب أوريغون، وميشيغان، ونيوجيرسي، وشمال كارولينا، وواشنطن. يحدث إنتاج أصناف التوت الأزرق الجنوبي عالي الشجيرة في كاليفورنيا، حيث تُقدم أصناف من أصل جامعة فلوريدا، وكونيتيكت، ونيو هامبشاير، وجامعة ولاية نورث كارولينا، ومين. كما أن البيرو وإسبانيا والمكسيك لديها إنتاج كبير، اعتبارًا من عام 2018.

#### الولايات المتحدة
في عام 2018، أنتجت ولاية أوريغون أكبر كمية من التوت الأزرق المزروع، حيث سجلت 59 مليون كيلوغرام (131 مليون رطل)، وهو مقدار يتجاوز قليلاً الإنتاج في ولاية واشنطن. بترتيب تنازلي لحجم الإنتاج لعام 2017، كانت المنتجون الرئيسيون الآخرون هم جورجيا، وميشيغان، ونيوجيرسي، وكاليفورنيا، وشمال كارولينا.
تدعي هاممونتون، نيو جيرسي، أنها "عاصمة التوت الأزرق في العالم"، حيث يأتي أكثر من 80٪ من التوت الأزرق المزروع في نيو جيرسي من هذه المدينة. تقيم المدينة كل عام مهرجانًا كبيرًا يجذب الآلاف من الناس للاحتفال بالفاكهة.

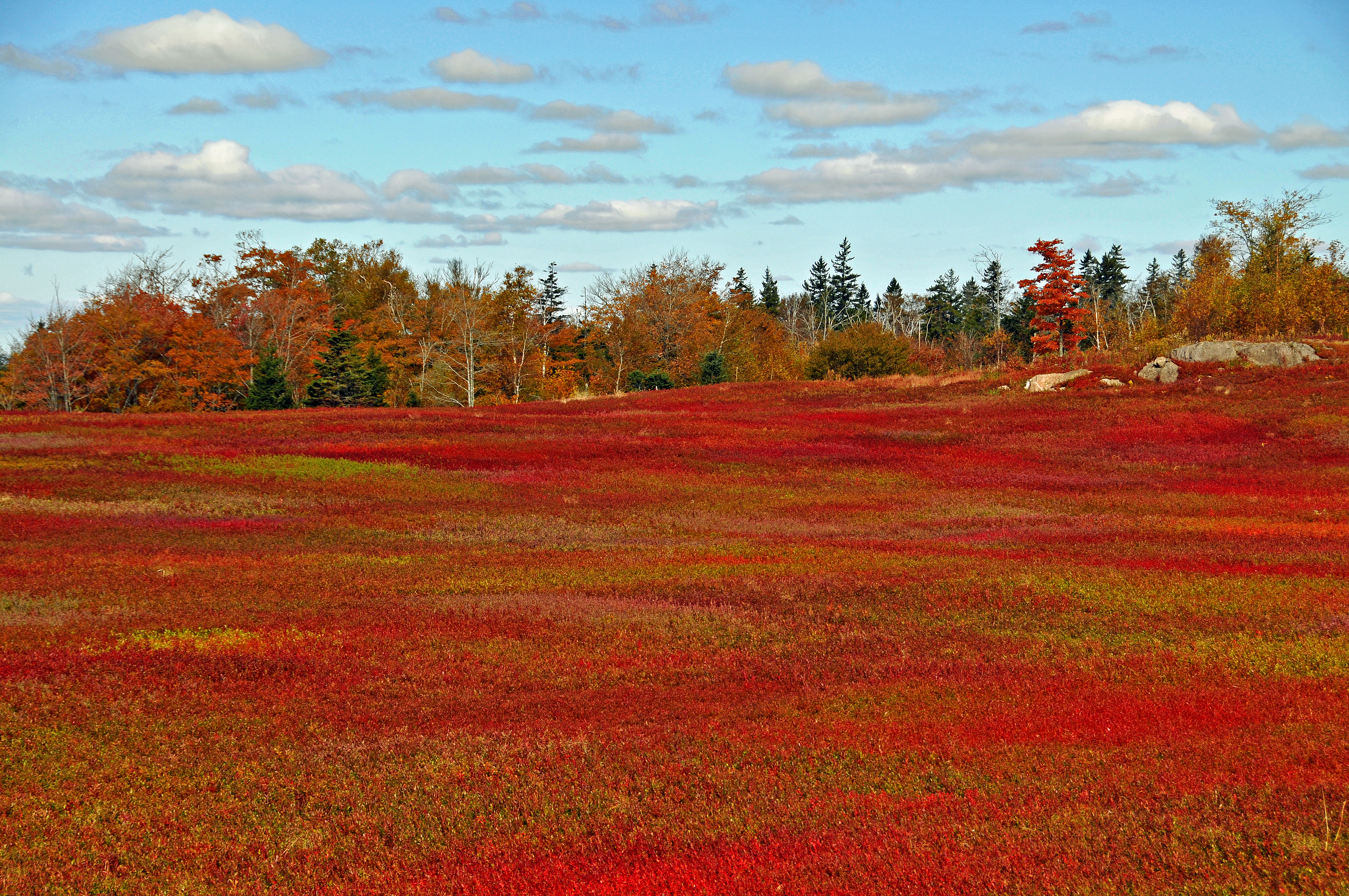
حقول التوت الأزرق في نوفا سكوشا، كندا

تشتهر ولاية مين بتوتها الأزرق، ولكن التوت الأزرق منخفض الشجيرة (البرية) وعالي الشجيرة في الولاية مجتمعة تمثل 10٪ من جميع التوت الأزرق المزروع في أمريكا الشمالية. يُزرع حوالي 44000 هكتار (110000 فدان)، ولكن يُحصد نصف هذه المساحة فقط كل عام بسبب اختلافات في ممارسات التقليم. التوت الأزرق البري هو الفاكهة الرسمية لولاية ماين.

#### كندا
بلغ إنتاج التوت الأزرق البري والمزروع في كندا عام 2015 ما مقداره 166,000 طن بقيمة 262 مليون دولار، وهو أكبر محصول فواكه يُنتج على الصعيد الوطني، حيث يمثل 29٪ من قيمة جميع الفواكه. كانت كولومبيا البريطانية أكبر منتج كندي للتوت الأزرق المزروع، حيث بلغ إنتاجها 70,000 طن في عام 2015، وهو أكبر إنتاج للتوت الأزرق في العالم على مستوى المنطقة.
تساهم منطقة المحيط الأطلسي الكندية بنحو نصف إجمالي الإنتاج السنوي للتوت الأزرق البري/المنخفض في أمريكا الشمالية، حيث تحتل نيو برونزويك المرتبة الأولى في عام 2015، وهو رقم يتزايد في عام 2016. كما تعد نوفا سكوشا، وجزيرة الأمير إدوارد، وكيبك من المنتجين الرئيسيين. تعترف نوفا سكوشا بالتوت الأزرق البري كفاكهة مقاطعتها الرسمية، وتُعرف بلدة أوكسفورد في نوفا سكوشا بعاصمة التوت الأزرق البري في كندا.
تعد كيبيك منتجًا رئيسيًا للتوت الأزرق البري، خاصة في منطقتي ساغويناي-لاك-سانت-جان (حيث يُطلق على سكان المنطقة اسم "بلويه" أو "التوت الأزرق ") وكوت-نورد، اللتين توفران معًا 40٪ من إجمالي الإنتاج الإقليمي في كيبيك. تستفيد تجارة التوت الأزرق البري من التكامل الرأسي للزراعة والمعالجة والتخزين المجمد والتسويق والنقل داخل مناطق صغيرة نسبيًا من المقاطعة. في المتوسط، تُحصد 80٪ من التوت الأزرق البري في كيبيك في المزارع (21 مليون كيلوغرام)، وتُحصد الـ 20٪ المتبقية من الغابات العامة (5 ملايين كيلوغرام). يُجمد حوالي 95٪ من محصول التوت الأزرق البري في كيبيك للتصدير خارج المقاطعة.

#### أوروبا
قُدم التوت الأزرق عالي الشجيرة لأول مرة إلى ألمانيا والسويد وهولندا في ثلاثينيات القرن العشرين، ومنذ ذلك الحين انتشر إلى العديد من البلدان الأوروبية الأخرى. بدأت زراعة القمام العثكولي في رومانيا فقط في السنوات القليلة التي سبقت عام 2018، وازداد الإنتاج والمبيعات بسرعة في ذلك الوقت (كما هو الحال مع التوت بشكل عام). اعتبارًا من عام 2018، لا يزال نسبيًا غير متأثر بالآفات والأمراض (انظر قسم الأمراض أدناه).

#### النصف الجنوبي للكرة الأرضية
في نصف الكرة الجنوبي، تزرع التوت الأزرق تجاريًا في البرازيل وشيلي والأرجنتين وبيرو وأوروغواي ونيوزيلندا وأستراليا وجنوب إفريقيا وزيمبابوي. في البرازيل، يُنتج التوت الأزرق في ولايات ريو غراندي دو سول وسانتا كاتارينا وبارانا وساو باولو وميناس جيرايس.
قُدم التوت الأزرق لأول مرة إلى أستراليا في الخمسينيات من القرن الماضي، ولكن الجهد لم يكلل بالنجاح. في أوائل السبعينيات، استوردت وزارة الزراعة الفيكتورية البذور من الولايات المتحدة وبدأت تجربة اختيار. استمر هذا العمل حتى منتصف السبعينيات عندما شُكلت جمعية مزارعي التوت البري الأسترالية.
في القرن الحادي والعشرين، نمت الصناعة في الأرجنتين: "ازداد إنتاج التوت الأزرق الأرجنتيني خلال السنوات الثلاث الماضية مع زيادة المساحة المزروعة بنسبة 400٪"، وفقًا لتقرير صادر عن وزارة الزراعة الأمريكية في عام 2005. "لقد ازدهر إنتاج التوت الأزرق الأرجنتيني في أربع مناطق مختلفة: مقاطعة إنتر ريوس في شمال شرق الأرجنتين، ومقاطعة توكومان، ومقاطعة بوينس آيرس، والوديان الجنوبية باتاغونيا"، وفقًا للتقرير. أُدرج تقرير منظمة العمل الدولية لعام 2014 التوت الأزرق ضمن قائمة المنتجات المرتبطة بعمالة الأطفال والعمل القسري في الأرجنتين.

### الآفات والأمراض

#### الأمراض
اعتبارًا من عام 2018، لا تزال القمام العثكولي نسبيًا غير متضررة من الآفات والأمراض في رومانيا، حيث تعتبر فيتوفثورا سينامومي، والطوقية فاتشيني كوريمبوسي، وبوتريوسفيريا (زنخية) كورتيس، وجودرونيا كاساندرا، وفوموبسيس، والعفن الرمادي، وناوهيديميسيس فاتشيني، و ميكروسفيرا بنسيلاتا فار. فاتشيني، والعديد من الفيروسات هي الأكثر شيوعًا.

#### مكافحة الآفات

##### المبيدات الحشرية
بدأ استخدام مبيد دي دي تي في التوت الأزرق بعد اكتشافه مباشرةً في عام 1939، وبعد بضع سنوات في منتصف الأربعينيات من القرن الماضي، بدأ البحث في استخدامه في أمريكا الشمالية. نظرًا لأن مصطلح "بري" هو مصطلح تسويقي يستخدم بشكل عام لجميع أنواع التوت الأزرق منخفضة الشجيرات، فهو لا يشير إلى أن هذه التوت الأزرق خالي من المبيدات الحشرية.
يجب أن تتنوع انماط فعل المبيدات الحشرية لتجنب تشجيع المقاومة في الآفة الغازية ذبابة الفاكهة سوزوكي. يمكن أن تكون بعض المبيدات الحشرية مضرة، حيث تضر بالأعداء الطبيعيين للآفات أيضًا. على سبيل المثال، يمكن أن يؤدي العلاج لإلينوي بيبيري إلى تقليل أعداد الحيوانات المفترسة له. كما قلل طلاء كاولينيت لراجوليتس مينداكس أيضًا من فعالية دياكازما ألوميوم، وهو شبيه طفيلي لها. يحتفظ مفترس الآفات هاربالوس إراتيكوس بوفرة أكبر مع المبيدات الحشرية الانتقائية بدلاً من آليات العمل واسعة الطيف.

##### إدارة الآفات المتكاملة

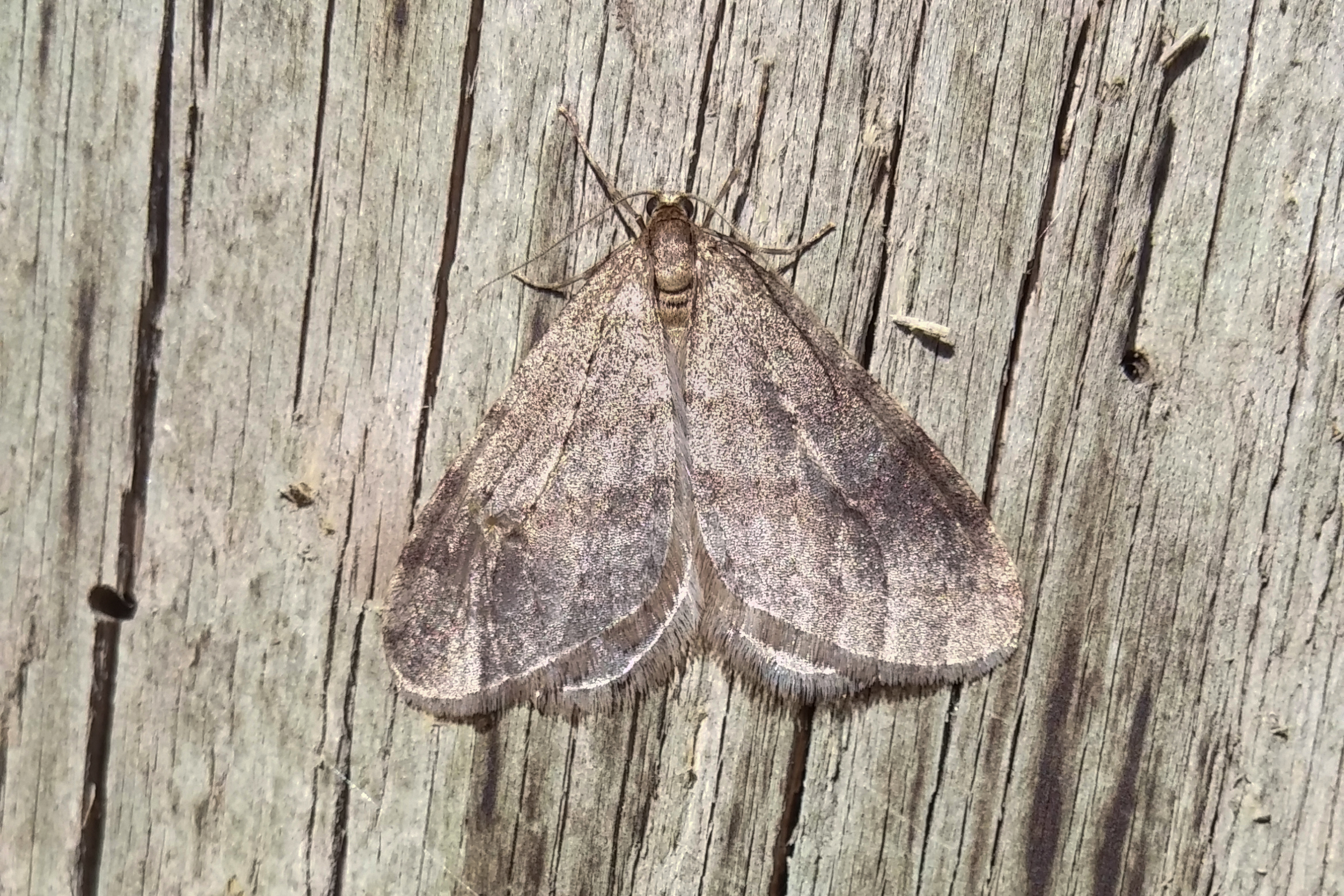
أرفية الشتاء

التوت الأزرق بشكل طبيعي أقل عرضة للإصابة بالآفات الحشرية بشكل ملحوظ. ومع ذلك، هناك 24 نوعًا حشريًا معروفًا بأنها آفات (كائنات ضارة) في أمريكا الشمالية، والأسوأ منها في نيوجيرسي وميشيغان ومين وشرق كندا هو راجوليتس مينداكس. تأتي في المرتبة الثانية من حيث الأهمية أكروباسيس فاتشيني وجرافوليتا باكاردي وكونوتراكيلوس نينوفار. هذه الأربعة هي أكثر الأهداف شيوعًا لتطوير ممارسات إدارة الآفات المتكاملة. اعتبارًا من عام 2019، بدأ البحث في إدارة الآفات المتكاملة أيضًا في الاهتمام بذبابة الفاكهة سوزوكي واللافقاريات مثل حشرات المن (التي تنقل الأمراض مثل الفيروس الحارق وشوسترينغ فيروس) والحشرات قافزات الأوراق (التي تنقل الفيتوبلازما، وهي طفيليات داخل الخلية إلزامية تعيش في أنسجة اللحاء النباتي وفي ناقلات الحشرات وتسبب تقزم التوت الأزرق). يُعدّ إدارة الآفات إلى المستوى الجمالي ضروريًا في هذه الفاكهة لأنها منتج من النوع الفاخر.
تطلبت التغيرات في الموقع والبيئة - إلى جغرافية جديدة، وإلى البيوت البلاستيكية - أنظمة جديدة لإدارة الآفات، بما في ذلك إدارة الآفات المتكاملة المبتكرة. على العكس من ذلك، قد يؤدي استيراد أعداء أجانب محتملين إلى أمريكا الشمالية إلى نتائج جيدة: أرفية الشتاء هي آفة من التوت الأزرق والبتولا والتي تُتطفل بنجاح بواسطة سيزينيس البيكانس على الرغم من عدم وجود اتصال طبيعي تاريخي بين الاثنين. ظهرت نفس النتائج مع سكرتوثريبس سيتري وبوفيريا باسيانا. تتوفر نتائج لكوريستونورا روزاسيانا وأعداد هائلة من الطنفوش، وسيكلوسيفالا لونجولا غُلبت بواسطة ستينرنيما سكاراباي. والمحاولة ايضا مع حشرات التربس الزهرية والحيوانات المفترسة المحتملة ولكن مع نتائج غير حاسمة.

##### الحجر الصحي الدولي
تُعتبر ذبابة التوت الأزرق راجوليتس مينداكس آفة خاضعة للحجر الزراعي في الأنظمة الصحية النباتية لبعض البلدان حول العالم.

##### الأصناف المقاومة
لم تكن مقاومة الحشرات أولوية في برامج التربية حتى حوالي عام 2000، ولا تزال ليست أولوية قصوى. ومع ذلك، قد يصبح هذا أكثر شيوعًا كلما أصبح أسهل، خاصةً باستخدام التربية المدعومة بالعلامات الجينية. يُعتبر نوع التوت الأزرق فاكسينيوم أشي بشكل طبيعي أكثر مقاومة من نوع التوت الأزرق القمام العثكولي لحشرة سكافيتوبيوس ماجدالينسيس. يُعتبر نوع التوت الأزرق فاكسينيوم أشي أقل مقاومة من نوع التوت الأزرق فاكسينيوم داروي لحشرة بروديبليوسيس فاسينيا. هناك تباين بين أصناف فاكسينيوم أشي في مقاومتها لحشرة أوبيريا ميوبس. هناك تباين في المقاومة بين أصناف القمام العثكولي لحشرة أكروباسيس فاتشيني والخُنفساء اليابانية. تُظهر أنواع التوت الأزرق البرية مقاومة أكبر من أصناف التوت الأزرق عالية النمو لحشرة آي بيبيري. هناك تباين كبير بين أصناف التوت الأزرق عالية النمو في وفرة أنواع مختلفة من ذبابية الفاكهة وهدبيات الأجنحة وهومالوديسكا فيتريبينيس.
| الدولة                                                   | الأنتاج (بالطن) |
| -------------------------------------------------------- | --------------- |
| الولايات المتحدة                                         | 351,130         |
| بيرو                                                     | 227,971         |
| كندا                                                     | 146,551         |
| تشيلي                                                    | 122,795         |
| المكسيك                                                  | 66,482          |
| إسبانيا                                                  | 61,230          |
| العالم                                                   | 1,113,261       |
| المصدر: قاعدة البيانات الإحصائية لمنظمة الأغذية والزراعة |                 |

### الإنتاج
في عام 2021، بلغ الإنتاج العالمي من التوت الأزرق (بنوعيه المنخفض والعالي النمو مجتمعين) 1.1 مليون طن، تصدرت الولايات المتحدة الإنتاج بنسبة 32% من الإنتاج العالمي، تليها بيرو بنسبة 20%، وكندا بنسبة 13%.
في عام 2019، كانت كندا أكبر منتج للتوت الأزرق البري، بشكل رئيسي في كيبيك والمقاطعات المطلة على المحيط الأطلسي، لكن إنتاج كندا من التوت الأزرق البري انخفض منذ عام 2017 بسبب التحول إلى زراعة التوت الأزرق عالي النمو الأكثر ربحية. أنتجت كولومبيا البريطانية 93% من محصول التوت الأزرق الكندي عالي النمو في عام 2019.

### اللوائح
يتميز التوت الأزرق الكندي رقم 1 بتشابهه في الحجم والشكل والوزن واللون - لا يمكن أن يزيد إجمالي المنتج عن عشرة بالمائة بلون مختلف وثلاثة بالمائة معيبًا بخلاف ذلك.

## الاستخدامات
استهلك السكان الأصلين في كندا التوت الأزرق البري لآلاف السنين.
يُباع التوت الأزرق طازجًا أو يُعالج كفاكهة مجمدة سريعة التجميد بشكل فردي، أو مهروس، أو عصير، أو توت مجفف أو منقوع. يمكن بعد ذلك استخدام هذه المنتجات في مجموعة متنوعة من السلع الاستهلاكية، مثل الهلام، والمربيات، والفطائر، والمافن، والوجبات الخفيفة، والفطائر الرقيقة، أو كمادة مضافة لحبوب الإفطار.
يُصنع مربى التوت الأزرق من التوت الأزرق والسكر والماء والبكتين المستخرج من الفاكهة. صلصة التوت الأزرق هي صلصة حلوة تُحضر باستخدام التوت الأزرق كمكون أساسي.
يُصنع نبيذ التوت الأزرق من لب وقشر التوت، الذي يُخمّر ثم يُعتّق؛ عادةً ما يُستخدم صنف الشجيرة القصيرة.

### المغذيات
يتكون التوت الأزرق من 14٪ كربوهيدرات، و0.7٪ بروتين، و0.3٪ دهون و84٪ ماء. يحتوي على كميات ضئيلة فقط من المغذيات الدقيقة، مع مستويات معتدلة (بالنسبة للقيم اليومية لكل منها) من معدن المنغنيز الغذائي الأساسي، وفيتامين سي، وفيتامين ك والألياف الغذائية. بشكل عام، تمثل محتويات المغذيات في التوت الأزرق نسبة منخفضة من القيمة اليومية. توفر حصة 100 جرام كمية منخفضة نسبيًا من الطاقة الغذائية - 240 كيلو جول (57 كيلو كالوري) - مع حمولة سكرية تبلغ 6.

### المواد الكيميائية النباتية والأبحاث
يحتوي التوت الأزرق على الأنثوسيانين، وغيرها من البوليفينولات والمواد الكيميائية النباتية المختلفة قيد البحث الأولي لتأثيراتها البيولوجية المحتملة. أُجريت معظم دراسات البوليفينول باستخدام صنف الشجيرة العالية من التوت الأزرق القمام العثكولي، في حين أن محتوى البوليفينولات والأنثوسيانين في التوت الأزرق منخفض النمو (البري) فاكسينيوم أنجستيفوليوم يتجاوز القيم الموجودة في أصناف الشجيرة العالية.

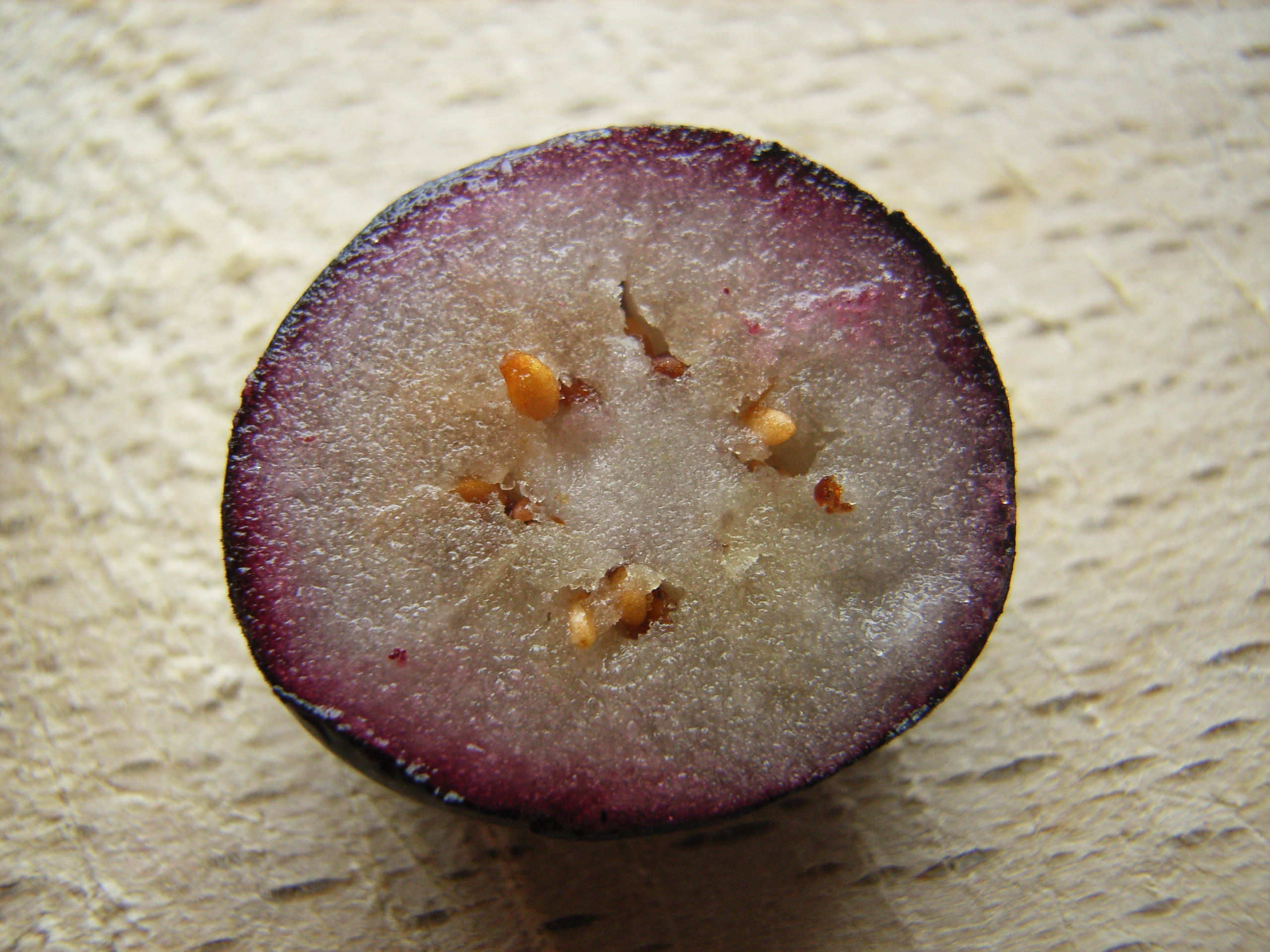
توت أزرق مقطوع يُظهر كيف أن الأنثوسيانين في الغلاف الثمري، بعد تجميده ثم إذابته، قادر على الانتشار إلى الخلايا التالفة، ملوّنًا اللبّ.
البنية الأساسية المشتركة بين جميع الأنثوسيانين، التي ينتج بعضها الصبغات الزرقاء في التوت الأزرق.